# Liste der Baudenkmäler in Uehlfeld
Auf dieser Seite sind die Baudenkmäler in dem mittelfränkischen Markt Uehlfeld zusammengestellt. Diese Tabelle ist eine Teilliste der Liste der Baudenkmäler in Bayern. Grundlage ist die Bayerische Denkmalliste, die auf Basis des Bayerischen Denkmalschutzgesetzes vom 1. Oktober 1973 erstmals erstellt wurde und seither durch das Bayerische Landesamt für Denkmalpflege geführt wird. Die folgenden Angaben ersetzen nicht die rechtsverbindliche Auskunft der Denkmalschutzbehörde.
 Diese Liste gibt den Fortschreibungsstand vom 30. November 2023 wieder und enthält 27 Baudenkmäler.

## Baudenkmäler nach Gemeindeteilen

### Uehlfeld
| Lage                                                                   | Objekt                                                              | Beschreibung | Akten-Nr.     | Bild           |
| ---------------------------------------------------------------------- | ------------------------------------------------------------------- | --- | ------------- | -------------- |
| Bahnhofstraße 10 (Standort)                                            | Bauernhof: Wohnhaus                                                 | traufständiger, zweigeschossiger Satteldachbau, mit Hausteinrahmungen, bezeichnet „1847“ | D-5-75-167-1  | weitere Bilder |
| Bahnhofstraße 10 (Standort)                                            | Bauernhof: Nebengebäude                                             | über L-förmigem Grundriss, zweigeschossiger Sandsteinquaderbau mit Satteldach und Aufzugsgaube. quergestellt Fachwerkscheune mit Steilsatteldach und Hopfengauben, 19. Jahrhundert | D-5-75-167-1  | BW             |
| Bahnhofstraße 10 (Standort)                                            | Bauernhof: Hofeinfriedung                                           | mit schmiedeeisernem Zaun, Ende 19. Jahrhundert | D-5-75-167-1  | BW             |
| Bahnhofstraße 24 (Standort)                                            | Villa                                                               | Zweigeschossiger Gruppenbau mit massivem Erdgeschoss, Fachwerkobergeschoss und -giebel und Schopfwalmdächern, viergeschossiger, quadratischer Treppenhausturm mit Welscher Haube, Heimatstil, um 1900                                                                                              | D-5-75-167-2  | weitere Bilder |
| Baumgärten, Kr NEA 3, an der Straße nach Vestenbergsreuth (Standort)   | Jüdischer Friedhof                                                  | Angelegt 1732, mit Grabmälern des 18. und 19. Jahrhunderts | D-5-75-167-12 | weitere Bilder |
| Baumgärten, Kr NEA 3, an der Straße nach Vestenbergsreuth (Standort)   | Friedhofsmauer                                                      | Quadermauerwerk, wohl 1732 | D-5-75-167-12 | BW             |
| Burggasse 5 (Standort)                                                 | Wohnstallhaus über Mauerresten der ehemalige Burg                   | Eingeschossiger Satteldachbau mit einseitigem verputztem Fachwerkgiebel, Mitte 18. Jahrhundert, integriert Reste der Ringmauer und eines Rundturms aus Quadermauerwerk und Bruchsteinmauerwerk, mittelalterlich                                                                                    | D-5-75-167-3  | BW             |
| Hauptstraße 16 (Standort)                                              | Ehemaliges Gasthaus Rotes Roß                                       | Zweigeschossiger Walmdachbau mit Ecklisenen, geohrter Rahmung um zweiflügelige geschnitzte Holztür und Zahnschnittfries, Anfang 19. Jahrhundert | D-5-75-167-4  | weitere Bilder |
| Hauptstraße 16 (Standort)                                              | Einfriedung                                                         | Schmiedeeiserner Zaun mit zweiflügligem Tor, 19. Jahrhundert | D-5-75-167-4  | weitere Bilder |
| Hauptstraße 23 (Standort)                                              | Wohnstallhaus                                                       | Zweigeschossiger Walmdachbau mit Fachwerkobergeschoss, Fledermausgauben, geohrten Fensterrahmungen und Torpfeiler an südöstlicher Hausecke, bezeichnet „1804“ | D-5-75-167-5  | weitere Bilder |
| Hauptstraße 25 (Standort)                                              | Wohnhaus                                                            | Zweigeschossiger Mansardwalmdachbau mit Eckpilastern, profilierten Rahmungen und Gurtbändern, bezeichnet „1822“ | D-5-75-167-6  | BW             |
| Hauptstraße 27 (Standort)                                              | Evangelisch-lutherische Pfarrkirche Sankt Jakob                     | Mittelalterliche Chorturmanlage, Langhaus, neugotischer Sandsteinquaderbau mit Satteldach, östlich Chorturm, viergeschossiger Sandsteinbau mit Gurtbändern und Zwiebelhaube, Langhaus 1872, Turm 14./15. Jahrhundert, oberstes Geschoss mit Haube 1745, 1872, Sakristeianbau 1928, mit Ausstattung | D-5-75-167-7  | weitere Bilder |
| Hauptstraße 27 (Standort)                                              | Kirchhofsmauer, ehemalige Friedhofsmauer                            | Bruchsteinmauerwerk, wohl mittelalterlich, erhöht 1715 | D-5-75-167-7  | weitere Bilder |
| Hauptstraße 27 (Standort)                                              | Kriegerdenkmal für die Gefallenen des Ersten und Zweiten Weltkriegs | Hohes rechteckiges Postament mit Steinfigur eines betenden Soldaten, um 1920 | D-5-75-167-7  | weitere Bilder |
| Hauptstraße 29 (Standort)                                              | Ehemaliges Schulhaus, jetzt evangelisches Gemeindehaus              | Zweigeschossiger Sichtziegelbau mit flachem Walmdach und Sandsteingliederung, um 1890 | D-5-75-167-29 | weitere Bilder |
| Hauptstraße 43 (Standort)                                              | Wohnhaus                                                            | Zweigeschossiger Walmdachbau mit Ecklisenen, Gesimsbändern und geohrten, profilierten Rahmungen, bezeichnet „1819“ | D-5-75-167-8  | BW             |
| Hauptstraße 43 (Standort)                                              | Hoftor                                                              | Ziegelsteinpfeiler mit farbig gefassten, schmiedeeisernen Ornamenttoren, 19. Jahrhundert | D-5-75-167-8  | BW             |
| Hauptstraße 55 (Standort)                                              | Torhaus, sogenanntes Unteres Torhaus                                | Zweigeschossiger Fachwerkbau mit teils massiver Unterfangung, gerade schließender Tordurchfahrt und Mansardwalmdach mit Giebelgauben, 18. Jahrhundert, Unterfangung jünger | D-5-75-167-10 | weitere Bilder |
| Mühlenstraße 1, an der Straßengabelung Höchstadt/Voggendorf (Standort) | Steinkreuz                                                          | Verwitterte Oberfläche, gedrungene Form, spätmittelalterlich | D-5-75-167-13 | weitere Bilder |
| Mühlenstraße 10 (Standort)                                             | Mühlenanwesen: Wohnhaus mit Mühle                                   | Zweigeschossiger verputzter Sandsteinquaderbau auf L-förmigem Grundriss, mit mächtigem Walmdach, Gesimsgliederung und Rahmungen mit Keilstein, ehemals bezeichnet „1802“, bezeichnet „1822“, mit technischer Ausstattung                                                                           | D-5-75-167-11 | weitere Bilder |
| Mühlenstraße 12 (Standort)                                             | Mühlenanwesen: Scheune                                              | Eingeschossiger Fachwerkbau mit Steilsatteldach, im Kern Anfang 18. Jh. | D-5-75-167-11 | weitere Bilder |
| Mühlenstraße 10 (Standort)                                             | Mühlenanwesen: Schweinestall                                        | Eingeschossiger Sandsteinquaderbau mit Satteldach, frühes 20. Jh. | D-5-75-167-11 | BW             |
| Mühlenstraße 12 (Standort)                                             | Mühlenanwesen: Hofmauer                                             | Unregelmäßige Steinquadermauer mit Torpfeilern, 18./19. Jahrhundert | D-5-75-167-11 | weitere Bilder |
| Raiffeisenstraße 7 (Standort)                                          | Ehemalige Synagoge                                                  | Zweigeschossiger Satteldachbau mit stichbogigen Fensteröffnungen und Ecklisenen, 1818, nach Brand erneuert 1888/89, ausgebrannt 1938, zu Lagerhalle umgebaut nach 1945 | D-5-75-167-27 | weitere Bilder |

### Demantsfürth
| Lage                       | Objekt                                                     | Beschreibung | Akten-Nr.     | Bild           |
| -------------------------- | ---------------------------------------------------------- | --- | ------------- | -------------- |
| Demantsfürth 27 (Standort) | Ehemaliger Bahnhof, Bahnhofsgebäude                        | Zweigeschossiger Mansardwalmdachbau mit Zwerchhausrisalit, Quaderung im Erdgeschoss und in den Ecken, Jugendstil, um 1900 | D-5-75-167-15 | weitere Bilder |
| Demantsfürth 27 (Standort) | Ehemaliger Bahnhof, Nebengebäude, ehemaliges Toilettenhaus | Eingeschossiger Walmdachbau mit Eckquaderung, gleichzeitig                                                                | D-5-75-167-15 | BW             |

### Gottesgab
| Lage                   | Objekt                     | Beschreibung | Akten-Nr.     | Bild |
| ---------------------- | -------------------------- | --- | ------------- | ---- |
| Gottesgab 5 (Standort) | Ehemaliger Herrschaftssitz | Zweigeschossiger Walmdachbau mit Quadermauerwerk und Fachwerkobergeschoss mit K-Streben, 18. Jahrhundert, teils älter | D-5-75-167-16 | BW   |

### Hohenmühle
| Lage                         | Objekt | Beschreibung | Akten-Nr.     | Bild |
| ---------------------------- | ------ | ------------ | ------------- | ---- |
| Schornweisach 149 (Standort) | Mühle  | Bau von 1733 | D-5-75-167-17 | BW   |

### Peppenhöchstädt
| Lage                                                            | Objekt                               | Beschreibung | Akten-Nr.     | Bild           |
| --------------------------------------------------------------- | ------------------------------------ | --- | ------------- | -------------- |
| In Peppenhöchstädt, am Ortsausgang nach Demantsfürth (Standort) | Steinkreuz                           | Nur obere Kreuzarme sichtbar, spätmittelalterlich | D-5-75-167-19 | weitere Bilder |
| Peppenhöchstädt 10 (Standort)                                   | Wohnhaus, ehemals mit Gastwirtschaft | Eingeschossiger Massivbau mit Steilsatteldach und Putzgliederung, südlicher Giebel in Fachwerk, im Dachgeschoss Festsaal, bez. 1798, Umbau bez. 1937 | D-5-75-167-32 | BW             |

### Schornweisach
| Lage                                                         | Objekt                                           | Beschreibung | Akten-Nr.     | Bild           |
| ------------------------------------------------------------ | ------------------------------------------------ | --- | ------------- | -------------- |
| In Ortsmitte (Standort)                                      | Dorfbrunnen                                      | Runde Einfassung mit zwei breiten Sandsteinquaderpfeilern, darüber Pyramidendach, bezeichnet „1749“ | D-5-75-167-24 | weitere Bilder |
| Schornweisach (Standort)                                     | Kriegerdenkmal (Deutscher Krieg 1866)            | Kurzer Sandsteinobelisk, viertes Viertel 19. Jahrhundert | D-5-75-167-25 | weitere Bilder |
| Schornweisach 3 a (Standort)                                 | Evangelisch-lutherische Pfarrkirche St. Roswinda | Chorturmkirche, Saalbau, viergeschossiger Turm mit Gurtgesimsen und Pyramidendach, 1555, Läutgeschoss aufgestockt 1809 und ausgewechselt 1892/94, Langhaus mit Mansardwalmdach, breiten Lisenen und Hausteinrahmungen, nach Johann Löscher „1747-“ (bezeichnet)48, mit Ausstattung | D-5-75-167-20 | weitere Bilder |
| Schornweisach 3 a (Standort)                                 | Friedhofsmauer                                   | Quader- und Bruchsteinmauerwerk, auch schmiedeeiserner Zaun und Tore, 1555, erweitert zweite Hälfte 19. Jahrhundert | D-5-75-167-20 | weitere Bilder |
| Schornweisach 45 (Standort)                                  | Wohnhaus                                         | Eingeschossiger Walmdachbau, massiv, bezeichnet „1730“ | D-5-75-167-21 | BW             |
| Schornweisach 91 (Standort)                                  | Gasthaus                                         | Zweigeschossiger Fachwerkbau mit Walmdach, um 1800 | D-5-75-167-23 | weitere Bilder |
| Schornweisach 157, an Abzweigung zum Kapellenberg (Standort) | Zwei Steinkreuze                                 | Sandstein, spätmittelalterlich | D-5-75-167-28 | weitere Bilder |
| Schornweisach 173 (Standort)                                 | Doppelhaus                                       | Eingeschossig, mit angebauter Scheune, bezeichnet „1834“ | D-5-75-167-22 | BW             |

### Voggendorf
| Lage                                                  | Objekt     | Beschreibung                                            | Akten-Nr.     | Bild           |
| ----------------------------------------------------- | ---------- | ------------------------------------------------------- | ------------- | -------------- |
| In Voggendorf, südlich im Dorf an Kreuzung (Standort) | Steinkreuz | Kurze Arme, verwitterte Oberfläche, spätmittelalterlich | D-5-75-167-26 | weitere Bilder |

## Abgegangene Baudenkmäler
In diesem Abschnitt sind Objekte aufgeführt, die früher einmal in der Denkmalliste eingetragen waren, jetzt aber nicht mehr existieren, z. B. weil sie abgebrochen wurden. Aktennummern in diesem Abschnitt sind ehemalige, jetzt nicht mehr gültige Aktennummern.

| Lage                                 | Objekt                             | Beschreibung                                           | Akten-Nr.     | Bild |
| ------------------------------------ | ---------------------------------- | ------------------------------------------------------ | ------------- | ---- |
| Uehlfeld Hauptstraße (Standort)      | Halbwalmdachhaus mit Tordurchfahrt | 1. Hälfte 19. Jahrhundert                              | D-5-75-167-9  | BW   |
| Nonnenmühle Nonnenmühle 1 (Standort) | Mühle                              | Eingeschossiges Mansarddachhaus, bezeichnet mit „1819“ | D-5-75-167-18 | BW   |